# کلرید

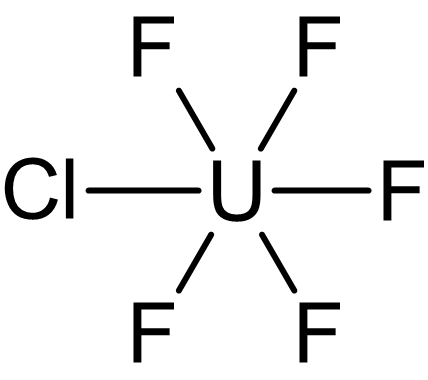
کلرید

یون کلرید (به انگلیسی: chloride ion) زمانی تشکیل می‌شود که عنصر کلر, به عنوان یک هالوژن، یک الکترون دریافت می‌کند تا به یون (آنیون) Cl− تبدیل شود. از این یون می‌توان نمک‌های معدنی مانند سدیم کلرید ساخت که به خوبی در آب محلول‌اند. کلرید همچنین یک الکترولیت بسیار مهم است که در تمام مایعات بدن وجود دارد.